# Drehstrom-Versuchsstrecke Groß-Lichterfelde–Zehlendorf

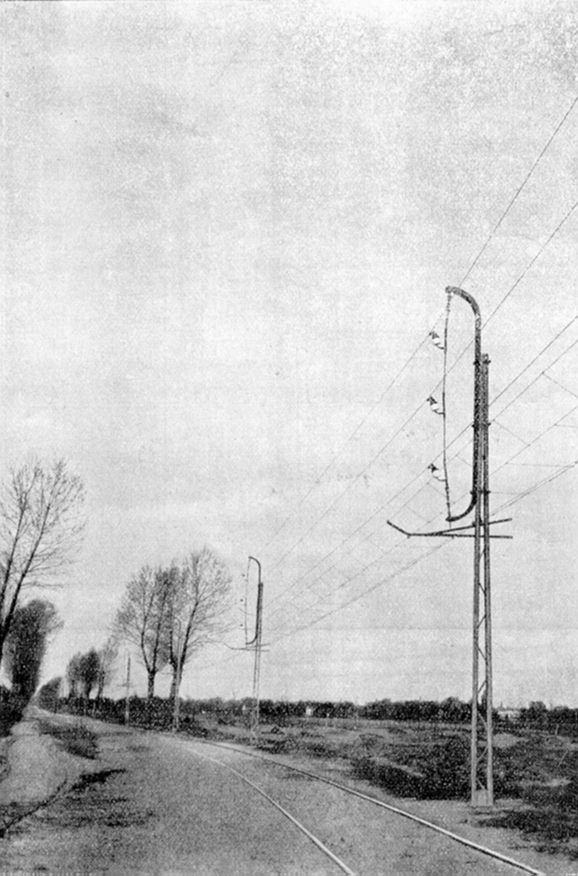
Drehstrom-Versuchstrecke mit dreipoliger Oberleitung in der Teltower Straße, 1900

Die Drehstrom-Versuchsstrecke Groß-Lichterfelde–Zehlendorf war eine 1,8 Kilometer lange Bahnstrecke entlang der Teltower Straße (heute Goerzallee) zwischen Lichterfelde und Zehlendorf, die von Siemens & Halske ausschließlich für Versuchsfahrten errichtet wurde. Ziel der Anlage war, die Tauglichkeit des elektrischen Betriebes auch im Fernverkehr, also über lange Strecken, und die Verwendbarkeit von Drehstrom für den elektrischen Zugbetrieb nachzuweisen.

## Erste Versuche in Charlottenburg 1892
Nachdem Ende der 1880er / Anfang der 1890er Jahre der Drehstrom Eingang in die Praxis gefunden hatte, strebte die Firma Siemens & Halske danach, diese Stromart für den elektrischen Zugbetrieb nutzbar zu machen. Hierfür legte sie 1892 auf ihrem Werksgelände in der Charlottenburger Marchstraße, welches später der Königlich Technischen Hochschule zu Berlin zur Verfügung gestellt wurde, eine 360 Meter lange Teststrecke an. Die Stromversorgung mit den drei Phasen des Drehstroms erfolgte über zwei Oberleitungsfahrdrähte und das Gleis.
Das Fahrzeug für die Versuche bestand aus dem Untergestell eines Straßenbahnwagens, auf dem eine einfache Plattform ohne Wagenkasten montiert war. Auf dieser Plattform befanden sich die beiden Stromabnehmer, die Anlass- und Regulierwiderstände sowie die Schaltapparate. Der Motor des Wagens arbeitete mit 1.400 Umdrehungen pro Minute, womit das Fahrzeug bei den Versuchsfahrten im Juli und August 1892 eine Höchstgeschwindigkeit von 25 Kilometern pro Stunde erreichte. Im Sommer 1893 zeigte Siemens & Halske das Versuchsfahrzeug auf der Weltausstellung in Chicago.
Diese weltweit ersten Versuche mit Drehstrom in der Bahntechnik zeigten, dass Stromabnahme und -zuführung keine Probleme bereiteten und dass Versuche in größerem Rahmen sinnvoll waren. Dem damaligen Antrag von Siemens & Halske, eine vorhandene, mit Dampfzügen befahrene Eisenbahnstrecke für weitergehende Versuche auszubauen, stimmten die Behörden nicht zu, da der Umbau für zu schwierig befunden wurde. Da das Unternehmen die Drehstromtechnik jedoch weiterhin für zukunftsfähig hielt, regte Wilhelm von Siemens 1897 an, eine  größere Versuchsstrecke zu bauen und die Kosten selber zu tragen.

## Bau der Versuchsanlage 1898

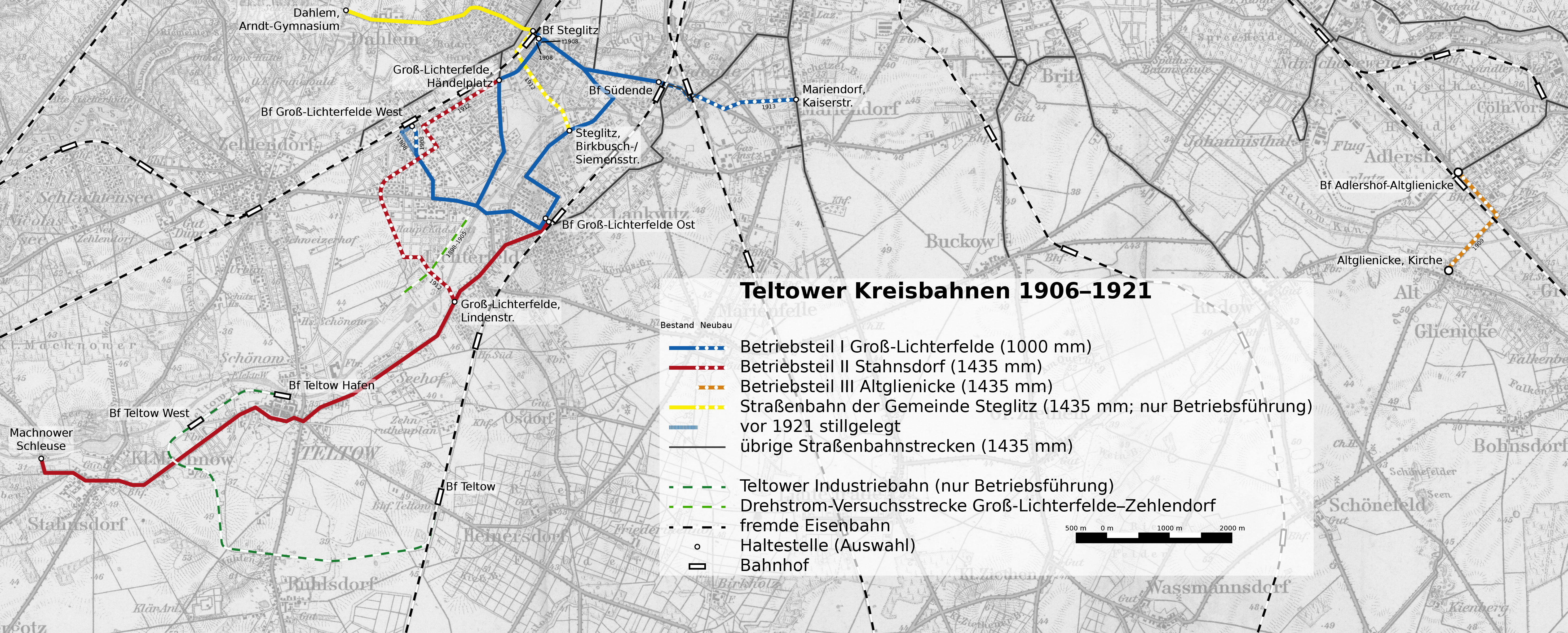
Lage der Versuchsstrecke in Lichterfelde (damals zum Kreis Teltow zugehörig)

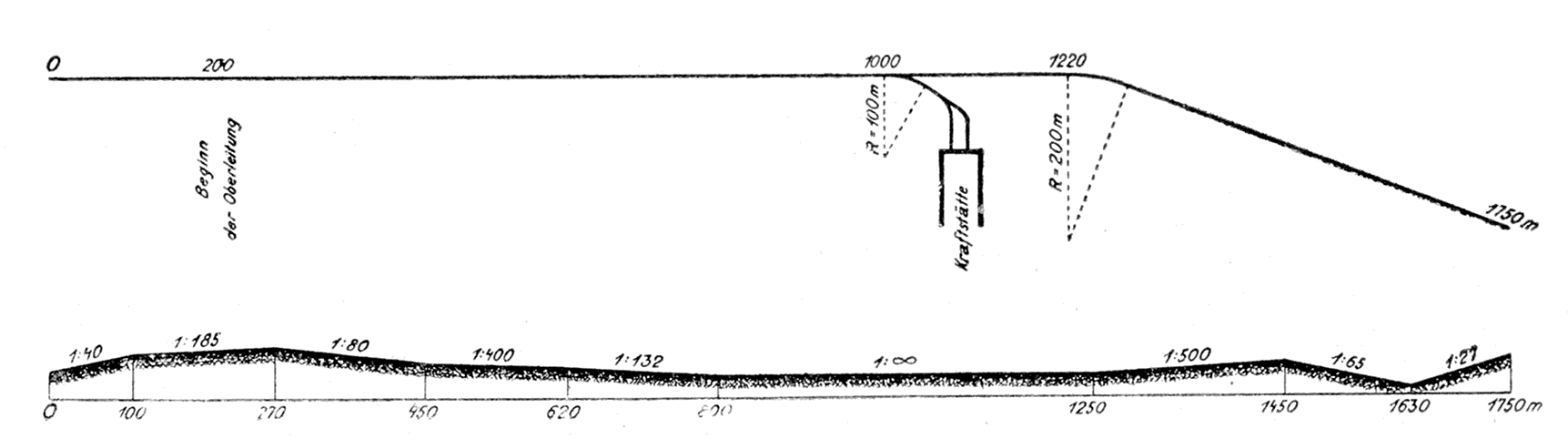
Lageplan und Höhenprofil der Versuchsstrecke (links Streckenbeginn im Bereich der heutigen Engadiner Straße, rechts Streckenende im Bereich des Lichterfelder Wegs)

Vorgaben für die Drehstrom-Versuchsstrecke waren, dass Geschwindigkeiten bis 60 Kilometer pro Stunde und Spannungen bis 10.000 Volt möglich wären. Außerdem sollten verschiedene Anordnungen der Stromabnehmer, Sicherheitseinrichtungen und Fahrdrahtausführungen im Weichenbereich erprobt werden. Mit der Leitung der Versuche wurde der junge Elektroingenieur Walter Reichel beauftragt.
Als geeigneter Ort für eine neue Versuchsstrecke wurde die rd. 3 km lange, damals unbefestigte, unbebaute und wenig genutzte Teltower Straße (heute Goerzallee) ausgewählt. Von den Gemeinden Groß-Lichterfelde und Zehlendorf erhielt Siemens & Halske die Genehmigung und begann im Frühjahr 1898 in dem rd. 1,8 Kilometer langen Abschnitt zwischen dem heutigen Engadiner Weg und dem Lichterfelder Weg mit dem Bau der Versuchsstrecke. Anfang des Jahres 1899 war die Anlage fertiggestellt. Die 1,8 Kilometer lange Strecke war in Regelspur ausgeführt und wies eine leichte Kurve mit einem Radius von 200 Meter auf.
Ungefähr in der Mitte der Strecke wurde nordwestlich der damaligen Teltower Straße ein Wagenschuppen mit einer Kraftstätte errichtet, die im Sinne einer Umformerstation fungierte und mit dem 1895 errichteten Kraftwerk der Elektrischen Straßenbahn Groß-Lichterfelde–Steglitz–Lankwitz–Südende an der Berliner Straße (heute Ostpreußendamm) verbunden war. Diese Kraftstätte besaß eine Gleichstrom-Akkumulatorenbatterie und Gleichstrommotoren für den Antrieb eines Drehstromgenerators.
Die Oberleitung verlief an der Südostseite der Straße und wurde mit einem Schutznetz ausgerüstet, damit im Falle eines Oberleitungsbruches bei den Fahrversuchen eine Gefährdung von Passanten der weiterhin öffentlichen Straße ausgeschlossen war. Bei der Fahrt von und zum Wagenschuppen musste die Versuchslokomotive eine Fahrdrahtlücke (Oberleitungs-Luftweiche) mit Schwung überfahren.

## Versuche im Jahr 1899

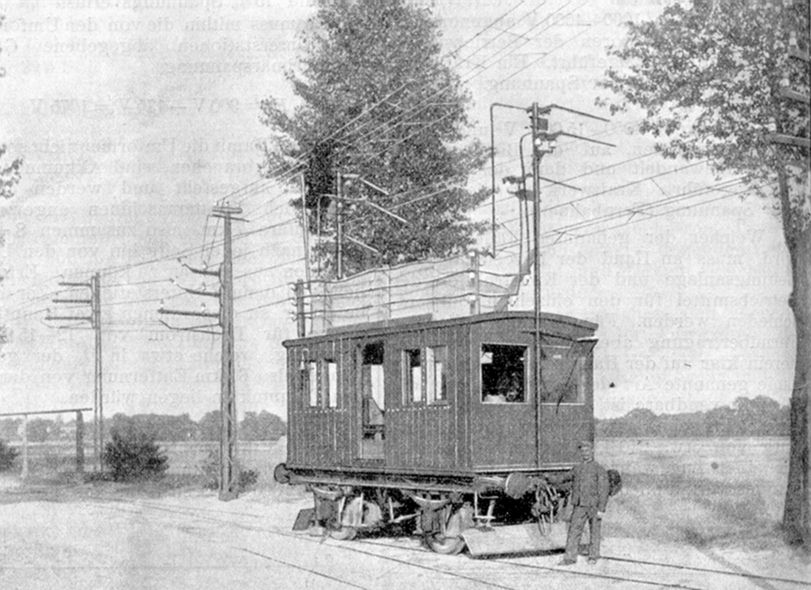
Drehstrom-Lokomotive mit hölzernem Aufbau an der Abzweigung zum Wagenschuppen, erste Bauform der dreipoligen Oberleitung, 1899

Die drei Oberleitungsfahrdrähte waren an Eisengittermasten und hölzernen Querträgern elektrisch isoliert montiert und zunächst parallel in einer schiefen Ebene angeordnet. Die Fahrdrähte bestanden aus acht Millimeter starken Kupferdrähten und wurden in 500 Meter-Abschnitten abgespannt.
Für die Versuchsfahrten wurden zwei Fahrzeuge bereitgestellt. Es handelte sich um eine Lokomotive und um einen Transformatorwagen. Die Drehstrom-Lokomotive wurde 1898 von der Firma Düsseldorfer Eisenbahnbedarf, vormals Carl Weyer & Cie, Düsseldorf-Oberbilk, gebaut und von Siemens & Halske elektrisch ausgerüstet. Lokomotive und Transformatorwagen waren mit zwei dreipoligen Stromabnehmern ausgestattet, die mit Schleifkontaktstäben aus Aluminium die Oberleitungsfahrdrähte von oben bestrichen. Der Transformator auf dem Wagen wandelte die Spannung von 10.000 Volt auf 750 Volt um.
Für die ersten Versuche und Messungen 1899 schleppte die Lokomotive den Transformatorwagen hinterher. Hierbei zeigte sich, dass die Stromabnahme von oben für Geschwindigkeiten bis 60 Kilometer pro Stunde zwar noch verwendbar war, jedoch mit zunehmender Geschwindigkeit die Kontaktstäbe an den Aufhängepunkten der Fahrleitungsdrähte dazu neigten, abzuspringen, wodurch Funkenbildung und unsicherer Kontakt entstanden.

## Versuche in den Jahren 1900 und 1901

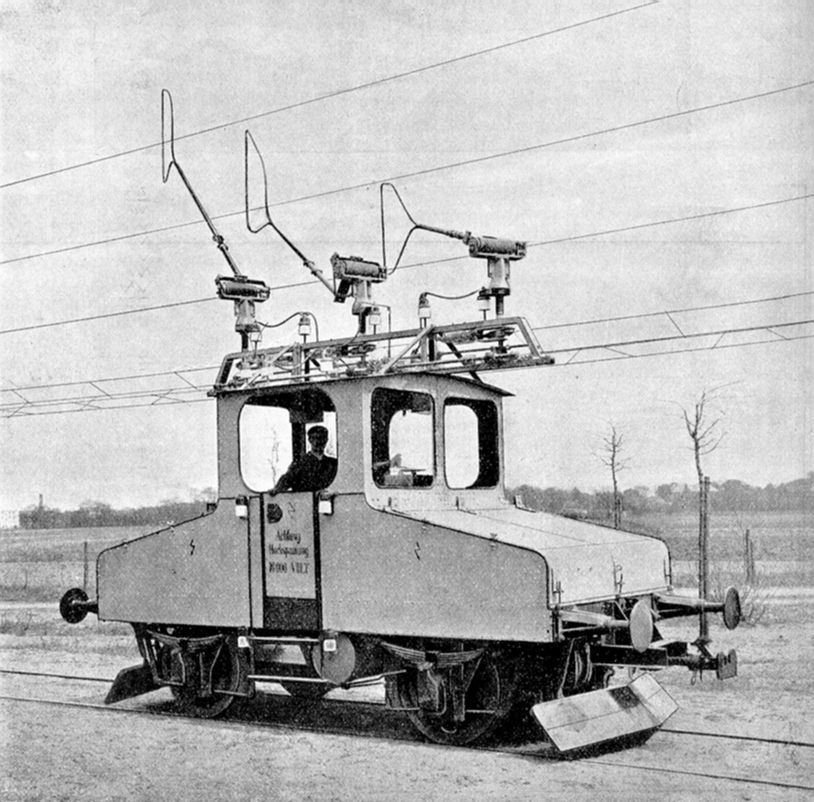
Drehstrom-Lokomotive mit eisernem Aufbau, zweite Bauform der dreipoligen Oberleitung, 1900

Nachdem die Versuchsfahrten 1899 beendet waren, erfolgte ein Umbau der Oberleitungsanlage nach den Vorgaben von Emmerich Frischmuth. Die drei Fahrdrähte lagen jetzt in einer senkrechten Ebene und die Stromabnehmerbügel wurden mittels Federkraft seitlich gegen die Fahrdrähte gedrückt.
Noch im Jahr 1899 wurde auch die Lokomotive durch Siemens & Halske unter Fabriknummer 303 umgebaut. Sie erhielt einen eisernen Aufbau, in dem nun auch ein Transformator Platz fand, sowie auf dem Dach drei drehbar gelagerte Stromabnehmerbügel für die seitliche Stromabnahme.
Im Rahmen der Versuchsfahrten 1900 wurde mit Spannungen am Fahrdraht von 750, 2.000 und 10.000 Volt gearbeitet, die vom Kraftwerk direkt erzeugt oder (bei 10.000 Volt) durch Umformung hergestellt wurden. Hierbei zeigten die Stromabnehmer bei Fahrten mit 10.000 Volt ein besseres Verhalten als bei niedrigerer Spannung. Insgesamt bewährten sich die nach dem Umbau der Stromabnahme für die Versuche getroffenen Einrichtungen. Das Anfahren der Lokomotive auf 60 km/h bei einer Last von 30 Tonnen erfolgte beispielsweise in 60 Sekunden mit 700 Volt Spannung und 190 Ampere Stromstärke.

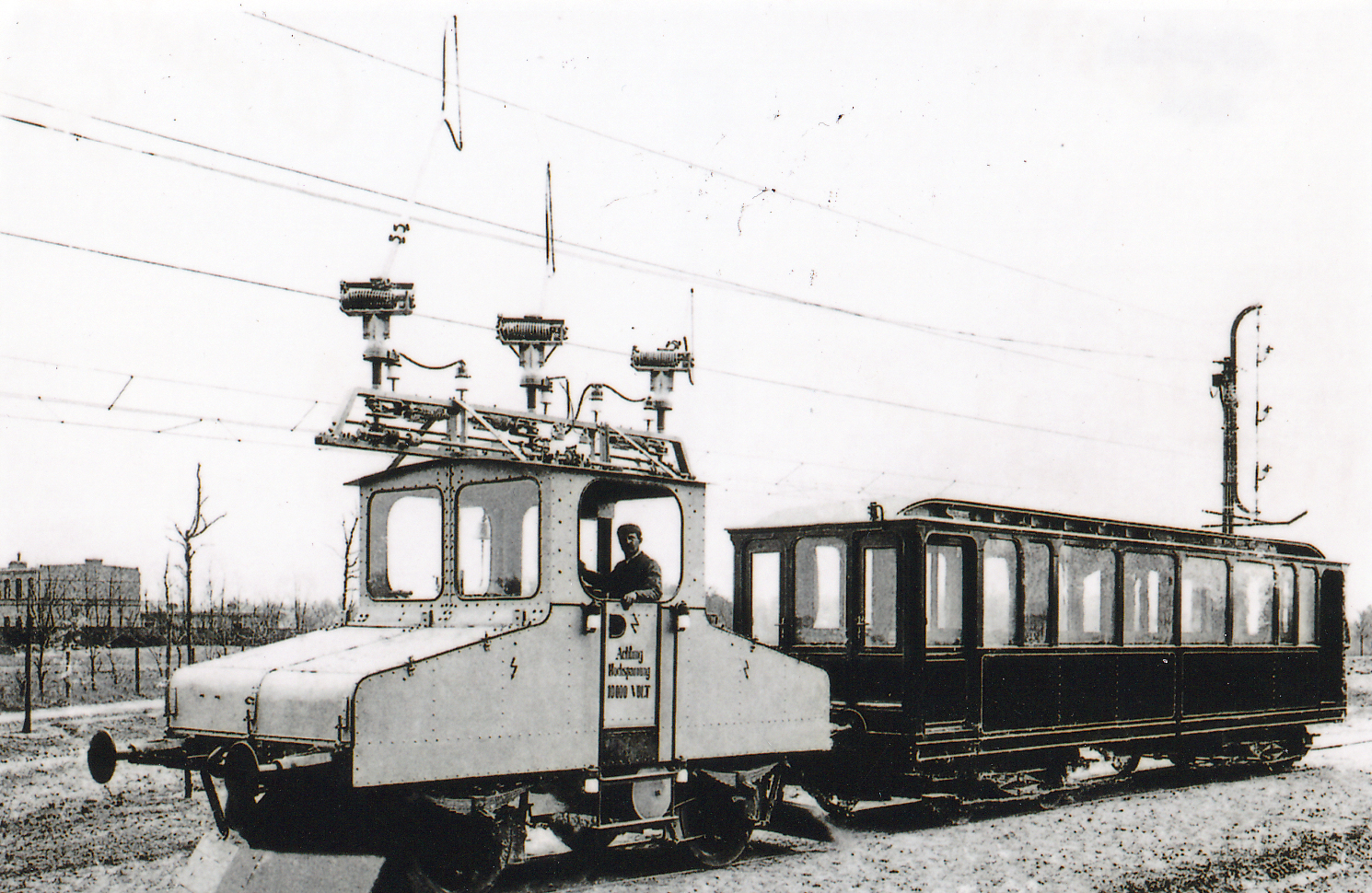
Drehstrom-Lokomotive mit dem Hochbahn-Probewagen b auf der Versuchsstrecke

Ein bislang nicht datiertes Bild, vermutlich aus dem Jahr 1901, zeigt den Hochbahn-Probewagen b hinter der Drehstrom-Lokomotive bei Schlepp- und Fahrversuchen auf der Lichterfelder Versuchsstrecke.
Die Drehstrom-Versuchsstrecke war noch im Sommer 1901 betriebsbereit und wurde im Juni 1901 vom Betreiber Siemens & Halske einer Delegation von 150 englischen Elektrotechnikern vorgestellt, die zu einem einwöchigen Besuch in Berlin weilten und verschiedene Werke und Anlagen besuchten.

## Weitere Entwicklung
Nach dem Ende der Drehstrom-Versuchsfahrten wurden Strecke und Lokomotive erneut umgebaut. Anstelle der dreipoligen Drehstrom-Fahrleitung wurde eine einpolige Zwei-Draht-Fahrleitung montiert. Die Lokomotive erhielt Ein-Phasen-Wechselstrom-Motoren, eine umgebaute Fahrzeugelektrik und einen Lyra-Oberleitungsbügel. 1905 wurde die Lichterfelder Versuchsstrecke aufgegeben, da die Bauarbeiten am Teltowkanal den Fahrzeugaustausch behinderten und Siemens ab 1906 über Versuchsgleisanlagen auf dem im Entstehen befindlichen neuen großen Werksgelände an der Nonnendammallee in Spandau (später als Berlin-Siemensstadt bezeichnet) verfügte. Die Lokomotive wurde danach noch als stationärer Versuchsträger zum Betriebshof und Kraftwerk der Lichterfelder Straßenbahn an der Berliner Straße 1 (heute Ostpreußendamm) überführt.

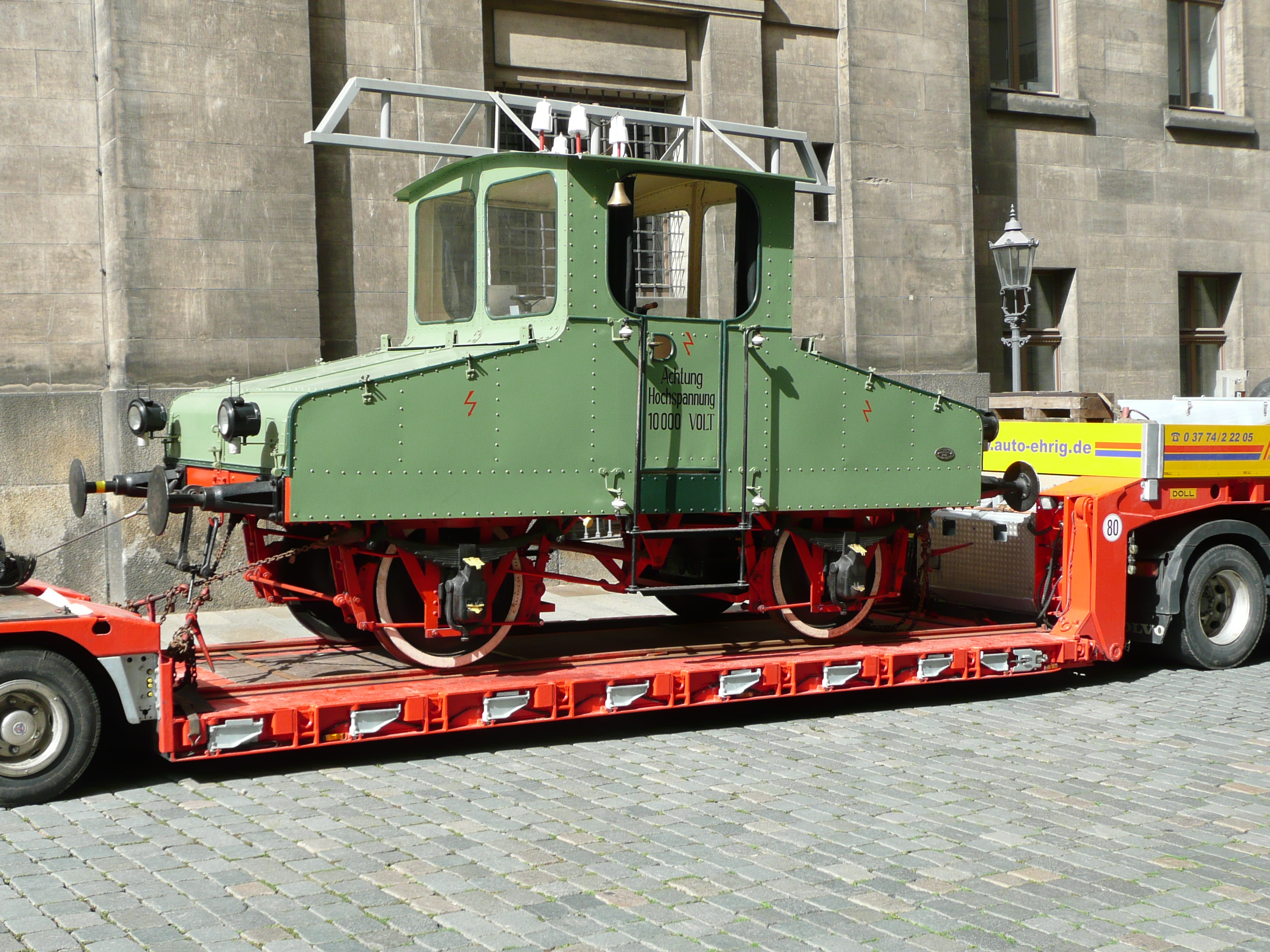
Erhaltene Lokomotive für Fahrversuche mit Drehstrom vor dem Verkehrsmuseum Dresden, 2019

Die Versuchs-Lokomotive wurde schließlich für den Betrieb mit 220 Volt Gleichstrom umgebaut und an das Zementwerk Bad Berka verkauft. Auf der Werkbahn des Zement- und Mineralwollewerkes Bad Berka konnte der elektrische Betrieb nach einem langwierigen Genehmigungsverfahren erst 1907 aufgenommen werden. Dort war die Lok bis 1972 im Einsatz. Anschließend gelangte sie 1975 in den Bestand des Verkehrsmuseum Dresden. Im September 1979 konnte sie nach einer Aufarbeitung im Raw Dessau zunächst dort im Rahmen der Jubiläumsausstellung „100 Jahre elektrische Lokomotive“ und später dauerhaft im Verkehrsmuseum Dresden ausgestellt werden.
Die Erfahrungen, die bei den Fahrversuchen gewonnen wurden, brachte Siemens & Halske in die gemeinsam mit der AEG und anderen Partnern gegründete Studiengesellschaft für Elektrische Schnellbahnen ein, die von 1901 bis 1903 Schnellfahrversuche mit Drehstrom auf der Militäreisenbahn zwischen Marienfelde und Zossen durchführte. Auf dieser Strecke konnte am 28. Oktober 1903 mit 210 km/h ein Geschwindigkeitsweltrekord erzielt werden.
Die Lichterfelder Versuchsstrecke wurde nicht von einer Straßenbahn genutzt. Erst zum 1. Dezember 1938 wurde die Linie 73 auf einer neu gebauten Strecke bis zur Endhaltestelle Goerzallee am damals im Bau befindlichen Telefunkenwerk Zehlendorf verlängert, das nach Kriegsende durch die US-Streitkräfte der Berlin Brigade als McNair Barracks genutzt wurde.